# Road Town
Road Town, a l'illa Tórtola, és la capital de les Illes Verges Britàniques. Es troba al centre de la costa sud de l'illa, en un port en forma de ferradura que rep el nom de Road Harbour. La població era de més de 12.000 habitants el 2012.
El nom de la ciutat prové del terme nàutic the roads, que a la vegada ve del terme anglès roadstead (rada, en català). Road Town és un dels principals centres de noliejament de vaixells al Carib, i és la seu de l'administració marina de Tórtola, que es troba al port esportiu de Road Reef i on hi atraquen les dues principals empreses de noliejament.

## Clima
A Road Town hi predomina el clima tropical, amb vents alisis. Les temperatures varien lleugerament al llarg de l'any. La màxima diària típica se situa al voltant dels 32 °C a l'estiu i als 29 °C a l'hivern. Les mínimes diàries són d'uns 24 °C a l'estiu i 21 °C a l'hivern. Les pluges tropicals deixen uns 1.150 mm d'aigua per any, amb més quantitat a les muntanyes i menys a la costa. Les pluges poden ser variables, però els mesos més humits es troben entre el setembre i el novembre, mentre que els més secs són el febrer i el març. Ocasionalment arriben huracans a les illes, especialment entre el juny i el novembre.